# Agencia Antidroga de la Comunidad de Madrid
La Agencia Antidroga de la Comunidad de Madrid es un organismo autónomo que forma parte de la administración institucional de la Comunidad de Madrid encargado de coordinar los recursos asistenciales y sanitarios en materia de prevención, tratamiento y reinserción en materia de drogodependencia, así como centralizar, en el ámbito de la comunidad autónoma, toda la información relativa a la drogodependencia para su análisis y estudio. La Agencia se crea por Ley 11/1996, de 19 de diciembre, de Creación de la Agencia Antidroga de la Comunidad de Madrid, la cual entra en vigor el 1 de enero de 1997.